# Enrique O'Gorman
Enrique O'Gorman (11 de noviembre de 1823 - 22 de noviembre de 1904) fue un destacado funcionario argentino con actuación en las últimas décadas del siglo XIX, especialmente en la organización y conducción de la policía y penitenciaría del estado, que obtuvo público reconocimiento por su actuación durante la epidemia que asoló la ciudad de Buenos Aires en 1871.

## Biografía
Enrique O'Gorman nació en la Ciudad de Buenos Aires el 11 de noviembre de 1823, hijo de Adolfo O'Gorman Perichon Vandeuil y de Joaquina Ximénez Pinto, hermano de Camila O'Gorman (1825-1848) y del sacerdote párroco de San Nicolás de Bari, Eduardo O'Gorman.
En 1854 fue nombrado oficial auxiliar de la receptoría general de la Aduana. El 19 de enero de 1855 fue elegido juez de Paz de Barracas al Sud (actual partido de Avellaneda). En 1862 fue elegido municipal en dicho partido, en 1864 reelecto como Juez de Paz y presidente municipal, cargo que desempeñó hasta 1867.
El 21 de noviembre de 1867 fue designado Jefe de Policía de la Provincia de Buenos Aires en reemplazo de Cayetano Cazón. Su actuación fue progresista y eficaz, procedió a la reorganización del cuerpo y suprimió el uso en las comisarías de las barras y del cepo. 
A poco de asumir y en pleno proceso de reorganización, le tocó actuar durante la epidemia de cólera de 1867 y 1868, que según las cifras oficiales costo a la ciudad 1580 muertos.
La coexistencia en la ciudad de autoridades municipales, provinciales y nacionales dificultaba la acción policial, también en materia de salubridad. La comuna había creado una Comisión Municipal de Higiene que disputaba con la red
asistencialista de las parroquias dependientes del obispado pero también con el Consejo de Higiene Pública, creado por las autoridades nacionales en 1852. La epidemia de cólera impulsó la reforma del Consejo de Higiene Pública y la difusión de mecanismos de higiene y control de enfermedades en la población.
En 1868 creó una compañía de Vigilantes Bomberos pero aumentó sus efectivos hasta crear en enero de 1870 el Cuerpo de Bomberos de la Provincia de Buenos Aires, formado por agentes (vigilantes) de policía.
En 1868 proyectó y logró la aprobación del Reglamento General del Departamento de Policía de la Ciudad de Buenos Aires y ese mismo año editó un Manual del Vigilante para el personal subalterno.
Impuso el uso del silbato a los vigilantes. Los toques previstos son: "Reunión: los vigilantes deben marchar hacia el lugar de donde parte; Auxilio: los vigilantes deben auxiliar al que lo ha dado; Marcha: los agentes deben rondar la manzana a su custodia; Llamada: indica la llamada del oficial, sargento o cabo; Incendio: el que deben dar y repetir los agentes mientras se dirigen hacia el lugar del siniestro".
Para 1870 se consideraba que O'Gorman había tenido éxito en poner orden en la ciudad de Buenos Aires, aunque había llegado al extremo de prohibir los juegos de agua y los pomos en los carnavales de la ciudad.
Cuando en enero de 1871 el comisario de la sección catorce detectó en San Telmo los primeros casos de fiebre amarilla, O'Gorman informó con celeridad a las distintas áreas intervinientes y recibió la orden de apoyar al Consejo de Higiene en el desalojo de las manzanas afectadas. No obstante la epidemia de fiebre amarilla en Buenos Aires se extendió imparable por la ciudad.
La intervención de la policía y personalmente de O'Gorman fue constante, con riesgo de su propia vida e incluso cuando enfermó gravemente su propia esposa, al igual que la de su hermano Eduardo O'Gorman, quien impulsó y fundó el Asilo de Huérfanos.
Las creencias de muchos enfermos en que eran las propias medicinas las que provocaban la enfermedad hicieron que O'Gorman dispusiera que los policías acompañaran a los médicos en sus visitas.
Finalizada la epidemia, el folletinista Eduardo Gutiérrez publicaba en El Plata Ilustrado lo siguiente:

En aquellas siniestras e interminables noches de marzo y abril […] cuyo silencio sólo era turbado por el ruido de los carros cargados de cadáveres y el ¡ay! desgarrador de los infelices que morían sin una mano amiga y caritativa que les alcanzara un medicamento, se veía al señor O'Gorman sereno y abnegado cruzar las desiertas calles de Buenos Aires, cuidando de hacer recoger los cadáveres de los que habían caído muertos en la calle y cuidando la ciudad abandonada de los ladrones que en carros de mudanza habían empezado a saquear. Buenos Aires, sola y azotada despiadadamente por la epidemia, abandonada de "todas las autoridades", era cuidada por el señor O'Gorman que, lleno de un valor temerario y una sublime abnegación, no abandonó su puesto ni un solo momento.

Al siguiente año, la fama de O'Gorman dio lugar a una polémica interna en la fuerza policial. Una serie de críticas a la jefatura cuestionaban el centralismo y la instrucción militar de las tropas de calle. 
Santiago Méndez, entonces comisario de órdenes, salió en defensa de O'Gorman: 

"El señor O'Gorman con una abnegación heroica, con un sentimiento profundo de humanidad, con la conciencia de hacer una religión de su deber como magistrado, se mantuvo firme en la brecha, haciendo hasta el sacrificio de su vida, si así puede decirse, y el de la familia. Esta población ha sido testigo ocular de lo que se dice. Ha visto al señor O'Gorman en esos días de luto, en que la ciudad, especialmente de noche, representaba un cementerio, recorrer las calles de la ciudad cuidando de la vigilancia y de la seguridad de tantos intereses abandonados por sus dueños."

Un redactor de la revista policial, Osvaldo Saavedra, le respondió a Méndez que se dejara "de bombo por simpáticas que sean las personalidades [...] hablemos la verdad: si apenas se le ha concedido honradez al señor O'Gorman, no habrá más que concederle [...] Se quiere hacer un hecho heroico que el señor O'Gorman, en la época calamitosa de la epidemia, no abandonara su puesto y se fuera a gozar del aire puro y oxigenado de las frescas campiñas. […] si haberse  mantenido en la brecha cumpliendo con su deber envuelve un sacrificio digno de alabanzas, tribútelas el señor Méndez a la policía entera; a nosotros también entonemos himnos de gloria, que nosotros como el señor O'Gorman, tuvimos la misma delicadeza y supimos sostenernos en nuestros puestos."
El 1 de diciembre de 1872 reemplazó el Cuerpo de Serenos por el nuevo Cuerpo de Vigilantes. 
Logró el esclarecimiento del atentado contra el presidente Domingo Faustino Sarmiento en 1873. A fines de ese año debió perseguir al bandido Juan Moreira, mientras la situación política del país se encaminaba a la revolución.
En ocasión de visitar la casa de Eduardo Legarreta, lugar de reunión de jóvenes mitristas "el más simpático y querido de los jefes de policía", Aristóbulo del Valle le preguntó por los rumores de una próxima revolución de los mitristas, a lo que respondió "Mi amigo, yo no puedo asegurar si habrá o no revolución, pero lo que sí puedo afirmar, es que en esta ciudad, no será alterado el orden."
Viendo la exaltación en ambos partidos, O'Gorman obtuvo de mitristas y alsinistas que nombraran representantes para ponerse de acuerdo sobre la forma en que debía realizarse la elección. En la noche del 31 de enero, víspera de las elecciones de diputados, se reunieron en su despacho Eduardo Costa, Anacársis Lanús y Narciso Martínez de Hoz por parte de los mitristas, y Carlos Casares, Eduardo Madero y Carlos Pellegrini por los alsinistas. Después de larga discusión se suscribió un arreglo para evitar que se produjeran choques sangrientos. 
En una elección donde el fraude y la violencia fueron generalizados, Nicolás Avellaneda se alzó con el triunfo en 14 provincias, Alsina en dos y Mitre solamente en Santiago del Estero. Pese a lo pactado con O'Gorman, en la ciudad donde el triunfo era mitrista los fraudes fueron tales que en muchos sitios los autonomistas obtenían muchos más sufragios que el total de votantes del partido. En medio de los pedidos de anulación del mitrismo, en marzo Adolfo Alsina entregó sus votos a Avellaneda con lo que las posibilidades de que los liberales triunfaran en las elecciones presidenciales de abril eran ya nulas: el 12 de abril la fórmula Nicolás Avellaneda-Mariano Acosta obtenía 146 electores frente a los 79 de Bartolomé Mitre-Juan Eusebio Torrent, que sin embargo ganaba en San Juan, Santiago y también en Buenos Aires, confirmando el fraude de febrero. Sin embargo el 18 de julio la comisión de poderes de la cámara de diputados aprobó los diplomas de los electos.
Así, quedó decidido el estallido de la revolución de 1874. El presidente Sarmiento sabía que se tramaba una revolución, por lo que decidió alejar a los jefes mitristas de las fuerzas que los podrían seguir. Posiblemente sospechado de simpatías con el movimiento o reconociendo su fracaso en contenerlo, el 20 de septiembre de 1874 O'Gorman presentó su renuncia, la que le fue aceptada el 29 de septiembre dándosele las gracias "por los importantes servicios brindados al país", siendo reemplazado por Enrique Baltazar Moreno.
El 19 de enero de 1877 fue nombrado por el gobernador Carlos Casares con acuerdo del Senado como primer gobernador de la Penitenciaría Nacional. Fue el encargado de dictar los primeros reglamentos y organizar la institución. Si por un lado se negó a la provisión de presos para empresarios particulares, por otro implementó talleres en la penitenciaría, restringiéndolos a la fabricación de productos de uso y consumo del estado para reducir la resistencia de los gremios.  
Permaneció en su puesto hasta octubre de 1887, cuando se jubiló con goce del sueldo íntegro asignado a ese empleo. 
Durante la crisis que desembocó en la revolución de 1880, continuaba al frente de la Comisión Central del cuerpo de Bomberos Voluntarios de la Provincia de Buenos Aires. Ante la situación, el batallón se militarizó rápidamente y en muchos de los partidos de la campaña bonaerense se organizaron cuerpos de bomberos voluntarios con igual objeto.
Falleció en Buenos Aires el 22 de noviembre de 1904. Estaba casado con Josefa Petrona Capdevila Pinto, hija de Pedro Alcántara Capdevila Vigo y de Juana Rita Pinto García, con quien tuvo varios hijos: Joaquina, Adolfo, María, Antonino, Rosario y Pedro.